# Lijst van rijksmonumenten in Tzummarum
De plaats Tzummarum (Tsjummearum) telt 24 inschrijvingen in het rijksmonumentenregister. Hieronder een overzicht. 
| Object | Oorspronkelijke functie? | Bouwjaar                                                    | Architect          | Locatie                                               | Coördinaten?                  | Nr.?   | Afbeelding |
| --- | ------------------------ | ----------------------------------------------------------- | ------------------ | ----------------------------------------------------- | ----------------------------- | ------ | --- |
| Pand tussen topgevels met zesruitsvensters in de top onder zadeldak met topschoorstenen                                                             | Woonhuis                 | mog. 18e eeuw (kern) 19e eeuw (bepleistering)               |                    | Buorren 44                                            | 53° 14' 14" NB, 5° 32' 44" OL | 8656   | Pand tussen topgevels met zesruitsvensters in de top onder zadeldak met topschoorstenen                                                             |
| Eenvoudig pand onder zadeldak met voorschild | Woonhuis                 | 19e eeuw                                                    |                    | Buorren 55                                            | 53° 14' 13" NB, 5° 32' 44" OL | 8657   | Eenvoudig pand onder zadeldak met voorschild |
| Eenvoudig pand met zesruitsvensters en goot op blokken onder zadeldak met voorschild en dakkapel                                                    | Woonhuis                 | 19e eeuw                                                    |                    | Buorren 57                                            | 53° 14' 13" NB, 5° 32' 44" OL | 8658   | Eenvoudig pand met zesruitsvensters en goot op blokken onder zadeldak met voorschild en dakkapel                                                    |
| Eenvoudig pand onder zadeldak met voorschild (vormt een geheel met Formoanje 1 en 2)                                                                | Woonhuis                 | 19e eeuw                                                    |                    | Buorren 61                                            | 53° 14' 13" NB, 5° 32' 44" OL | 8659   | Eenvoudig pand onder zadeldak met voorschild (vormt een geheel met Formoanje 1 en 2)                                                                |
| Pand onder dwars zadeldak tussen topgevels met goot op klossen                                                                                      | Woonhuis                 | 18e eeuw                                                    |                    | Buorren 70                                            | 53° 14' 13" NB, 5° 32' 40" OL | 8660   | Meer afbeeldingen |
| Pand onder zadeldak tussen topgevels met top met lijsten en zes- en vierruitsvensters                                                               | Woonhuis                 | mog. 18e eeuw (kern) 19e eeuw (bepleistering)               |                    | Buorren 71                                            | 53° 14' 12" NB, 5° 32' 41" OL | 8661   | Pand onder zadeldak tussen topgevels met top met lijsten en zes- en vierruitsvensters                                                               |
| Eenvoudig pand onder zadeldak (vormt een geheel met Formoanje 2 en Buorren 61)                                                                      | Werk-woonhuis            | 19e eeuw                                                    |                    | Formoanje 1                                           | 53° 14' 13" NB, 5° 32' 44" OL | 8662   | Upload foto |
| Eenvoudig pand onder zadeldak (vormt . Vormt een geheel met Formaonje 1 en Buorren 61)                                                              | Woonhuis                 | 19e eeuw                                                    |                    | Formoanje 2                                           | 53° 14' 13" NB, 5° 32' 44" OL | 8663   | Upload foto |
| Boerderij met in het midden onderkelderd lange voorhuis en voortopgevel met waterlijst waarboven twee kleine vensters en topschoorstenen met borden | Boerderij                |                                                             |                    | Hearewei 39                                           | 53° 14' 42" NB, 5° 32' 36" OL | 8664   | Boerderij met in het midden onderkelderd lange voorhuis en voortopgevel met waterlijst waarboven twee kleine vensters en topschoorstenen met borden |
| Harkemastate | Boerderij                | vroege 19e eeuw (voorhuis)                                  |                    | Hoarnestreek 31                                       | 53° 14' 59" NB, 5° 31' 54" OL | 8665   | Meer afbeeldingen |
| Kop-hals-rompboerderij met in het midden onderkelderd lang voorhuis onder zadeldak tussen topgevels waarvan de voorste vrijwel gesloten             | Boerderij                | 19e eeuw                                                    |                    | Roordemaleane 10                                      | 53° 14' 5" NB, 5° 31' 50" OL  | 8666   | Kop-hals-rompboerderij met in het midden onderkelderd lang voorhuis onder zadeldak tussen topgevels waarvan de voorste vrijwel gesloten             |
| Sinaedastate | Boerderij                | 1683                                                        |                    | bij Sinaedawei 23                                     | 53° 14' 33" NB, 5° 32' 27" OL | 8667   | Meer afbeeldingen |
| Sint-Martinuskerk. Hervormde kerk, kerkhof en toren                                                                                                 | Kerk en kerkonderdeel    | begin 16e eeuw (toren) 1876 (kerk, torenspits) 1951 (verb.) | H.R. Stoett (1876) | Tsjerkepaed 1                                         | 53° 14' 13" NB, 5° 32' 38" OL | 8668   | Meer afbeeldingen |
| Terp | Archeologisch monument   | verm. vroege middeleeuwen                                   |                    | bij rotonde Swaerderwei                               | 53° 14' 24" NB, 5° 33' 22" OL | 45222  | Upload foto |
| Terp | Archeologisch monument   | verm. vroege middeleeuwen                                   |                    | ten noorden van de Swaerderwei buiten de bebouwde kom | 53° 14' 31" NB, 5° 33' 38" OL | 45223  | Upload foto |
| Terp | Archeologisch monument   | verm. vroege middeleeuwen                                   |                    | bij Roordemaleane 10                                  | 53° 14' 3" NB, 5° 31' 52" OL  | 45224  | Upload foto |
| Terp | Archeologisch monument   | verm. vroege middeleeuwen                                   |                    | ten westen van de Kleasterwei                         | 53° 14' 4" NB, 5° 32' 17" OL  | 45225  | Upload foto |
| Terp | Archeologisch monument   | verm. vroege middeleeuwen                                   |                    | ten westen van de Hearewei net buiten het dorp        | 53° 14' 34" NB, 5° 32' 47" OL | 45226  | Upload foto |
| Terp | Archeologisch monument   | verm. vroege middeleeuwen                                   |                    | ten westen van de Hearewei net buiten het dorp        | 53° 14' 37" NB, 5° 32' 44" OL | 45227  | Upload foto |
| Terp | Archeologisch monument   | verm. vroege middeleeuwen                                   |                    | aan de Hoarnestreek bij de Sinaedawei                 | 53° 15' 2" NB, 5° 31' 59" OL  | 45239  | Terp |
| Terp | Archeologisch monument   | verm. vroege middeleeuwen                                   |                    | bij het Tsjerkepaed                                   | 53° 14' 12" NB, 5° 32' 40" OL | 46208  | Upload foto |
| Terp | Archeologisch monument   | verm. vroege middeleeuwen                                   |                    | bij Sinaedawei 23                                     | 53° 14' 34" NB, 5° 32' 28" OL | 46209  | Upload foto |
| Station Tzummarum, voormalig stationsgebouw van de NFLS                                                                                             | Transport                | 1902                                                        |                    | Stasjonswei 1                                         | 53° 14' 20" NB, 5° 32' 46" OL | 512674 | Meer afbeeldingen |
| Voorm. stationsgebouw, toiletgebouw annex bergplaats                                                                                                | Straatmeubilair          | 1903                                                        |                    | bij Stasjonswei 1                                     | 53° 14' 20" NB, 5° 32' 47" OL | 512675 | Upload foto |